# أجاثا كريستي: السيرة الذاتية
أجاثا كريستي: السيرة الذاتية (بالإنجليزية: Agatha Christie: An Autobiography) هو عنوان كتاب ذكريات لكاتبة الجريمة أجاثا كريستي نُشرَ بعد وفاتها من قبل كولينز في المملكة المتحدة ودود ميد آند كومبني في الولايات المتحدة في نوفمبر (تشرين الثاني) عام 1977، بعد ما يقارب عامين من وفاة الكاتبة في يناير (كانون الثاني) 1976. وقد ترجم ونشر باللغة اليونانية والإيطالية والبولندية والبرتغالية والإسبانية.